# Storia del colonialismo in Asia

Una nave della Compagnia britannica delle Indie orientali distrugge una giunca cinese durante la Prima guerra dell'oppio (dipinto di Edward Duncan, 1843)

Dal XVI secolo, mercanti provenienti dall'Europa percorrono con sempre maggiore frequenza le rotte marittime asiatiche e progressivamente si stabiliscono sul continente: con l'occupazione di alcune città costiere e successivamente con quella di regioni più estese, prende avvio il colonialismo in Asia. Nell'ultimo quarto dell'Ottocento, il Giappone e gli Stati Uniti affiancano le potenze europee nella conquista di colonie: il processo si conclude nei decenni centrali del Novecento, quando gli stati asiatici soggetti alle potenze coloniali ottengono l'indipendenza.
La curiosità degli Europei per l'Asia si accentua con la diffusione dei resoconti dei viaggi di mercanti che percorrono la Via della seta in età medievale. Proseguendo idealmente la Reconquista e desiderose di allacciare rapporti diretti con i produttori di spezie, aggirando gli intermediari arabi e veneziani, la Corona portoghese e quella spagnola finanziano la ricerca di una rotta marittima verso l'Estremo Oriente: il tentativo della Spagna di raggiungere l'Asia navigando verso ovest porta alla scoperta delle Americhe nel 1492, mentre i Portoghesi, con Vasco da Gama, approdano in India nel 1498.
Nel Seicento, le Province Unite sostituiscono il Portogallo come prima potenza europea in Asia, soppiantate a loro volta dalla Francia e quindi dalla Gran Bretagna, che per tutto l'Ottocento dall'India contenderà l'egemonia sul continente asiatico alla Russia, impossessatasi della Siberia e delle steppe kazake. Raggiunte attraversando l'Oceano Pacifico, la Spagna occupa le Filippine dalla seconda metà del Cinquecento al 1898, quando viene estromessa dagli Stati Uniti. La sconfitta dell'Impero ottomano al termine della prima guerra mondiale, consente a Francia e Gran Bretagna di allargare la propria sfera di influenza nel Mondo arabo, rimasto indifferente ai progressi europei. Il confronto con gli occidentali, induce invece il Giappone ad avviare un rapido processo di modernizzazione, al termine del quale occupa la Corea, ampie porzioni della Cina e, durante la seconda guerra mondiale, tutto il sud-est asiatico.
Le ragioni che hanno permesso a pochi Paesi europei di impadronirsi dei grandi Stati asiatici, e più in generale del mondo extraeuropeo a partire dal XVI secolo, sono ancora oggetto di dibattito e rappresentano uno dei principali quesiti a cui risponde la storia dell'economia.

## Conquiste e annessioni

### India
Contemporaneamente all'affermasi dell'Impero Moghul, in India arrivarono i primi mercanti europei. Portoghesi, francesi e olandesi si limitano (sostenuti dai rispettivi stati e in rivalità fra loro) a costruire basi commerciali lungo la costa: le uniche eccezioni sono il controllo diretto, prima portoghese poi olandese, di Ceylon.
Gli inglesi si spingono anche verso l'interno: sconfiggono i Francesi nelle Guerre del Carnatic (dal 1746 al 1763) per l'India sud-orientale, combattono il Regno di Myosre (dal 1766 al 1799) conquistando l'India sud-occidentale e si scontrano con l'Impero Maratha (dal 1775 al 1819) per il controllo nell'India centro-settentrionale. Strumento della penetrazione è la Compagnia Britannica delle Indie Orientali, che dal XVII secolo controlla i piccoli regni e i sultanati formalmente autonomi (molti dei quali preferiscono il dominio britannico a quello locale) nati dalla dissoluzione dell'Impero Moghul. Nel 1858, dopo i Moti indiani del 1857, la Compagnia viene sciolta e l'India, che fino a quel momento è rimasta politicamente indipendente, diviene una colonia della corona britannica, il British Raj, affidata al controllo di un governatore generale.

### Cina
All'inizio del XX secolo la Cina si trova in una situazione di semi-colonia. Conserva una formale autonomia, senza divenire esplicitamente colonia, perché le potenze dominanti sono più di una, le quali da una parte sono rivali fra loro, ma d'altro canto hanno interessi comuni nel mantenere aperto il mercato cinese.
Le principali potenze detengono il controllo su una città portuale cinese ed estendono la propria influenza sul territorio circostante:
- Portogallo: Macao (dal 1557 al 1999)
- Germania: Baia di Kiao-Ciao (dal 1898 alla Prima guerra mondiale)
- Russia: Port Arthur (dal 1897 alla Guerra russo-giapponese)
- Gran Bretagna: Hong Kong (dalla Prima guerra dell'oppio al 1997) e Weihai (dal 1898 al 1930)
- Francia: Kwangchowan (dal 1892 al 1946)
- Giappone: Port Arthur, rinominata Ryojun, (dalla Guerra russo-giapponese alla Seconda guerra mondiale)

Le altre potenze controllano singoli quartieri nelle principali città: le Concessioni straniere di Tientsin (dove si trova anche la Concessione italiana) e le Concessioni straniere di Shanghai.
L'ingerenza coloniale in Cina inizia con le Guerre dell'oppio (la prima viene combattuta tra il 1839 e il 1842): grazie al facile successo militare, il Regno Unito costringe l'Impero cinese ad aprire i suoi mercati all'oppio e alle merci britanniche. Il sistema è basato sui treaty ports: porti aperti al traffico internazionale sulla base di trattati ineguali. L'imperatrice Cixi e la nobiltà sono contrari alla modernizzazione e occidentalizzazione del paese, ma non sono in grado di opporsi agli invasori. Le tensioni interne generano la xenofoba Rivolta dei Boxer (1899-1901): la sua repressione da parte di una coalizione internazionale mette in evidenza ancora una volta la debolezza cinese. La vera e propria occupazione militare si ha solo nel periodo tra le due guerre, ad opera del Giappone.

### Asia centrale e Siberia
Decisa a emanciparsi dai suoi antichi dominatori (i khanati superstiti dell'Impero mongolo) e determinata a raggiungere i “mari aperti”, la Russia intraprende la conquista delle terre situate a est dei monti  Urali. L'occidentalizzazione del Paese (intensificatasi con il sovrano Pietro il Grande, ma iniziata nel XVI secolo) fornisce gli strumenti necessari per prevalere sui popoli della Siberia e dell'Asia centrale. Nel 1648 l'esploratore Semen Deznev entra per primo nell'Oceano Pacifico navigando da nord, nel 1727 viene raggiunto il confine cinese (dove l'emporio di Kjachta apre i commerci con l'Impero Qing) e nel 1860 (dopo la Convenzione di Pechino) viene fondata Vladivostok, prossima al confine con la Corea. L'espansione russa in Asia centrale (dal XIX secolo viene annesso il Turkestan occidentale e sottomessi il Khanato di Khiva e di quello di Bukhara) impensierisce l'Impero britannico, che risponde mettendo sotto la propria influenza l'Afghanistan e sostenendo il Giappone nella guerra contro l'Impero degli zar.

### Medio Oriente

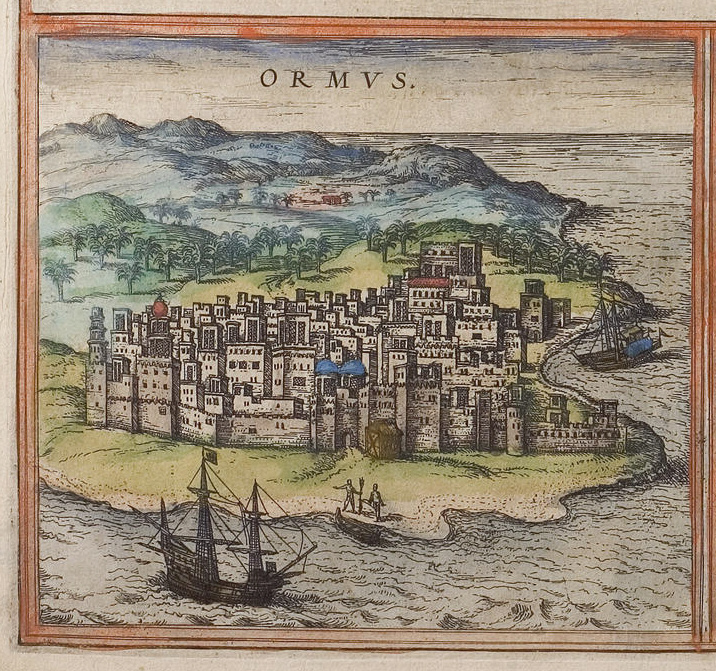
La fortezza di Hormuz (da Civitates Orbis Terrarum, 1572) costruita dai Portoghesi nel 1508, quando conquistarono la città. Nel 1622 i Safavidi, aiutati da unità navali della Compagnia britannica delle Indie orientali, riconquistarono il forte. Da quel momento gli inglesi furono pressoché gli unici europei a operare nel Golfo Persico.

Se si esclude il ruolo della Francia in Siria all'indomani della prima guerra mondiale, il colonialismo in Medio Oriente è opera essenzialmente del Regno Unito. Dal primo Ottocento si intensifica la presenza navale britannica nelle acque del Golfo Persico. Intuendo il malcontendo arabo per il dominio turco-ottomano sulla regione, la Gran Bretagna si erge a protettrice dei piccoli emirati del Golfo, ottenendo in cambio l'esclusione dei suoi concorrenti europei dai mercati locali e la cessazione della secolare tratta araba di schiavi africani nell'Oceano Indiano. Un trattato del 1853 con gli emirati della "Costa dei Pirati" dà vita alla federazione degli Stati della Tregua, protettorato britannico. Nel 1861, viene dichiarato il protettorato sul Bahrein. Un accordo di protezione viene concluso nel 1899 anche con lo Sceiccato del Kuwait. Nel 1915, con il trattato di Darin, il Sultanato del Neged, retto dai Sauditi, chiede e ottiene il sostegno britannico per contrastare il potere turco-ottomano che in due occasioni, prima alleato con l'Egitto, poi con i Rashidi, ha sconfitto i due precedenti regni sauditi, l'Emirato di Dirʿiyya (nel 1818) e l'Emirato di Najd (nel 1887). Durante la Rivolta araba del 1916, la Gran Bretagna sostiene anche gli Hashemiti, desiderosi quanto i Sauditi di emanciparsi dal potere ottomano, fornendo armi e istruttori militari contro le forze turche. Terminata la Prima guerra mondiale, l'Impero ottomano sconfitto perde il proprio controllo sui territori arabi, che sono ormai in vista della loro indipendenza. La Società delle Nazioni affida ai britannici l'amministrazione provvisoria della Mesopotamia (dal 1920 al 1932); il Regno Arabo di Siria, formatosi dopo il ritiro turco, viene invece diviso in due diversi mandati (assecondando gli Accordi Sykes-Picot): la parte settentrionale viene affidata alla Francia (Mandato francese della Siria e del Libano), la parte meridionale al Regno Unito (Mandato britannico della Palestina e della Transgiordania). Più a sud, il Regno hascemita dell'Hegiaz viene conquistato dai Sauditi che con la sua annessione, riconosciuta dai britannici nel Trattato di Gedda del 1926, possono infine proclamare la nascita dell'Arabia Saudita.

### Sud-est asiatico
I Portoghesi conquistano Malacca nel 1511 e proseguono verso est raggiungendo le Molucche, le agognate Isole delle spezie, stabilendosi attorno al Mare di Banda. Nel Settecento occupano la parte orientale di Timor (che conservano sino al 1975), mentre le altre posizioni vanno perse a vantaggio delle Province Unite, che nel 1602, con la Compagnia olandese delle Indie orientali, sono ormai presenti in forze nella regione. Il dominio olandese si allarga a Giava, Sumatra, Isole della Sonda e Celebes e viene mantenuto nonostante i ripetuti attacchi degli Inglesi, che hanno fortuna solo durante le Guerre napoleoniche. Al termine del conflitto, il Regno Unito trattiene solo i possedimenti della Penisola di Malacca, che dal 1826 vengono amministrati congiuntamente come Stabilimenti dello Stretto. Nei decenni successivi il Regno Unito allarga la propria sfera d'influenza al Borneo settentrionale (Protettorati su Sarawak, Brunei, Labuan e Sabah), mentre i Paesi Bassi al Borneo meridionale e alla parte occidentale della Nuova Guinea. Più a nord, partendo dall'India, i britannici intraprendono la conquista della Birmania, parallelamente la Francia annette l'Indocina: il confine fra i due possedimenti viene fissato sul fiume Mekong, mentre il Siam, nel mezzo, conserva la sua indipendenza, ma viene spartito in due distinte zone d'influenza. Nel 1898, l'esplosione della USS Maine davanti alle coste cubane porta gli Stati Uniti in guerra con la Spagna, che in Estremo Oriente devo cedere le Filippine, conquistate nel 1565. Per tutto il Seicento, a Manila affluisce una parte dell'argento che la Spagna estrae nelle sue colonie americane e invia con un convoglio attraverso il Pacifico (sul Galeone di Manila): l'argento viene utilizzato per pagare i prodotti acquistati in Estremo Oriente destinati al mercato europeo.

### Giappone

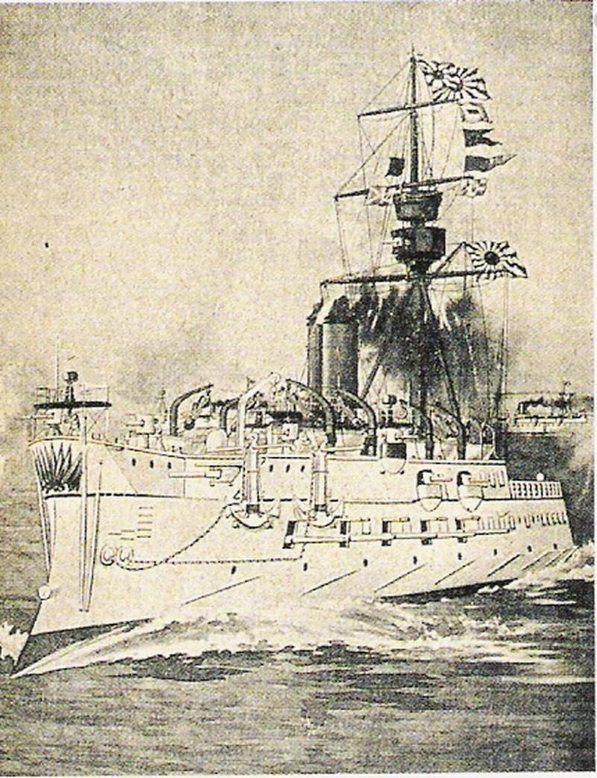
L'incrociatore Matsushima, ammiraglia della Marina imperiale giapponese durante la Prima guerra sino-giapponese (1894-1895).

Temendo che il commercio con gli Europei, giunti nel Mar Giallo nel 1542, possa turbare gli equilibri interni faticosamente raggiunti dopo l'instabilità dei periodo Sengoku, lo shogunato Tokugawa decide, nel 1638, per la chiusura dei porti ai mercanti stranieri; le rare informazioni sul mondo esterno filtrano dalla stazione commerciale olandese di Dejima, nel porto di Nagasaki. In Giappone, nei due secoli successivi, si manifestano allora due opposte tendenze: da un lato chi vorrebbe rifiutare ogni novità portata dagli occidentali, dall'altro chi vorrebbe adottarne le tecniche (→ Rangaku). Nel 1854 le navi nere del commodoro statunitense Matthew Perry costringono il Paese a sottoscrivere la Convenzione di Kanagawa, un trattato ineguale simile a quelli imposti dagli occidentali alla Cina. Il potere dello Shōgun ne esce indebolito e un gruppo di decisi riformatori si raccoglie dietro la figura del giovane imperatore Mutsuhito: prende allora forma il Rinnovamento Meiji, che esautora lo shogun e ricostruisce il potere imperiale, riuscendo nell'importazione della rivoluzione industriale dall'Europa e nell'introduzione di audaci riforme sociali (fine del potere dei samurai e dei daimyō, abbigliamento occidentale e scolarità obbligatoria).
La costruzione di una moderna flotta da guerra, con l'aiuto britannico e francese, permette l'espansione del Giappone nei Paesi vicini: una vittoria sulla Cina nel 1895 porta all'annessione di Taiwan, quella sulla Russia nel 1905 consente di estendere l'influenza alla Corea e alla Manciuria, l'intervento nella Prima guerra mondiale a fianco dell'Intesa consente di ottenere dalla Società delle Nazioni il mandato fiduciario sulle Isole del Pacifico appartenute all'Impero coloniale tedesco. Dal 1930 il sistema degenera in un militarismo spietato e brutale: crimini di guerra vengono perpetrati ai danni dalla popolazione civile coreana e cinese. Con un'offensiva nel Sud-est asiatico vengono sconfitte singolarmente tutte le potenza coloniali: gli americani vengono cacciati dalle Filippine, i britannici dalla Malesia e dalla Birmania, i francesi dall'Indocina, gli olandesi dall'Indonesia e un raid aereo giunge a bombardare Darwin, in Australia.

## Integrazione economica
La principale conseguenza del colonialismo delle potenze dell'Europa in Asia è la progressiva integrazione dell'economia dei due continenti. Tra i maggiori storici della modernità (come Fernand Braudel, Pierre Chaunu e Carlo Maria Cipolla) vi è consenso nell'affermare che la bilancia commerciale europea con le economia asiatiche rimane a lungo deficitaria: le merci acquistate in India, in Cina e nelle Molucche vengono pagate con l'argento e non vengono scambiate con manufatti artigianali europei. L'argento che affluisce in Asia proviene soprattutto dall'America spagnola: giunto in Europa attraverso la Spagna, viene coniato e riesportato in Estremo Oriente. Solo dopo la rivoluzione industriale, nel XIX secolo, gli stati europei attivi sui mercati asiatici dispongono di beni concorrenziali con quelli locali: a quel punto l'Asia (in particolare Cina e India) diviene soprattutto uno sbocco commerciale per i prodotti finiti. Gli storici dell'economia mettono però in guardia dal sopravvalutare l'importanza dei mercati asiatici per lo sviluppo industriale dell'Europa occidentale: secondo Paul Bairoch per tutto l'Ottocento e nel primo terzo del Novecento, le colonie assorbono infatti meno di un decimo del totale delle esportazioni dell'Europa e degli Stati Uniti.

## Influenza culturale sull'Europa
L'incontro con l'Asia porta nuovi elementi nella cultura europea. Nell'Ottocento, ai tradizionali curricula universitari europei, si aggiunge lo studio dell'Oriente. Dopo l'egittologia (nata al seguito della spedizione di Bonaparte in Egitto tra il 1798 e il 1803), prende forma l'archeologia orientale: lo studio delle civiltà mesopotamiche permette agli europei di formulare le prime ipotesi relativa alla nascita dell'agricoltura e alla nascita della scrittura. Si approfondisce inoltre lo studio delle lingue orientali. Parallelamente, l'arte europea trova gusto nella rappresentazione di paesaggi esotici (con la corrente pittorica dell'orientalismo), nella rielaborazione dei motivi figurativi giapponesi (→ giapponismo) e nell'imitazione dei prodotti artigianali cinesi (→ cineserie); si fanno largo nuovi temi e ambientazioni anche nelle opere liriche (come in Madama Butterfly o in Turandot di Giacomo Puccini).

## Quadro sinottico

### Colonie

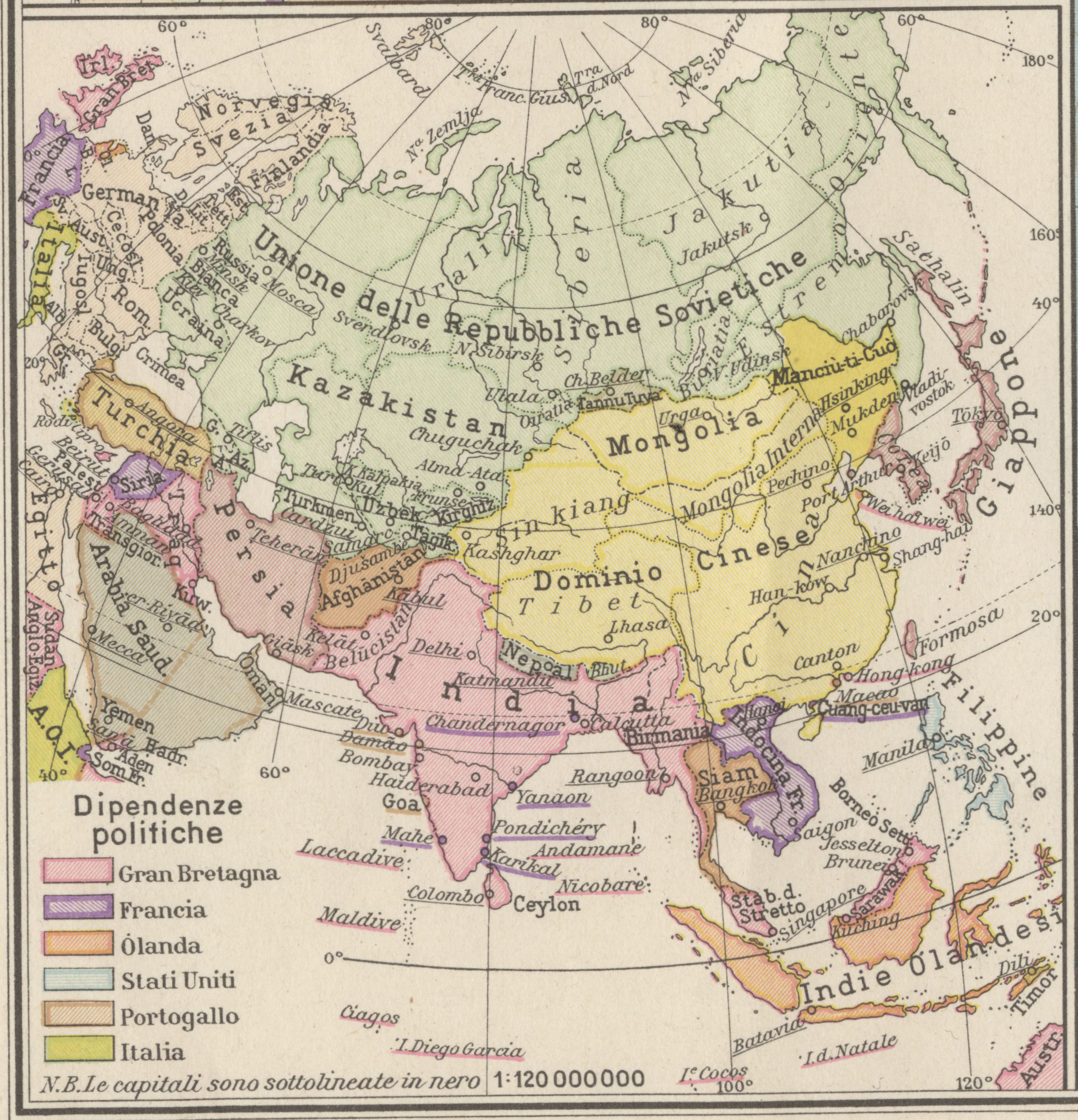
Mappa politica dell'Asia nel 1937; sono evidenziate le colonie europee

- India britannica: comprendeva oltre all'odierna India, anche il Pakistan e il Bangladesh. Gli inglesi presero il sopravvento sugli altri competitori europei nel 1757. Nel 1858 la Corona prese il governo diretto dell'India dalla quale dipendevano anche i protettorati sul Bhutan e sul Nepal
  -  Birmania britannia: unita all'India britannica nel 1886 (ora Myanmar)
- Ceylon britannica: conquistato dal Portogallo (1505) poi dai Paesi Bassi (1656) e infine dalla Gran Bretagna (1796). Ora Sri Lanka
- Stabilimenti dello Stretto: colonia britannica, ora Malesia peninsulare e Singapore
- Colonia britannica di Labuan: ora Labuan, territorio federale della Malaysia
- Indocina francese: comprendeva il Laos, la Cambogia e il Vietnam
- Insediamenti Francesi in India, ora Pondicherry, India
- Indie orientali olandesi, ora Indonesia
- Filippine statunitensi: spagnole fino alla rivolta del 1896, poi acquistate per 20 milioni di dollari dagli Stati Uniti in seguito alla guerra ispano-americana del 1898 (ora Filippine)
- Governatorato generale della Corea: dal 1910 occupata dal Giappone (ora Corea del Sud e Corea del Nord)
- Colonia di Taiwan: dal 1895 colonia giapponese (ora Taiwan)
- Goa: colonia portoghese (ora Stato di Goa, India)
- Timor portoghese (ora Timor Est)

### Protettorati
- Emirato dell'Afghanistan (protettorato britannico, ora Afghanistan)
- Borneo del Nord (protettorato britannico, ora territorio di Sabah, parte della Malaysia)
- Regno di Sarawak (protettorato britannico, ora Territorio di Sarawak, parte della Malaysia)
- Impero del Brunei (protettorato britannico, ora Brunei)
- Protettorato di Aden (protettorato britannico, ora parte dello Yemen)
- Sceiccato del Kuwait (protettorato britannico, ora Kuwait)
- Stati della Tregua (protettorato britannico, ora Emirati Arabi Uniti)
- Sultanato di Mascate e Oman (protettorato britannico, ora Oman)
- Regno del Bahrein (protettorato britannico, ora Bahrein)
- Emirato del Qatar (protettorato britannico, ora Qatar)
- Sultanato delle Maldive (protettorato britannico, ora Maldive)

### Mandati della Società delle Nazioni
- Mandato francese della Siria e del Libano (ora Siria e Libano)
- Mandato britannico della Palestina (ora Israele, Striscia di Gaza e Cisgiordania)
- Emirato di Transgiordania (mandato britannico, ora Giordania)
- Mandato britannico della Mesopotamia (ora Iraq)